# ジョシュア・ノーブ
ジョシュア・マイケル・ノーブ（Joshua Michael Knobe, 1974年生まれ）は、アメリカ合衆国の実験哲学者。
現在、イェール大学の認知科学・哲学教授。
研究分野は心の哲学、行為論、倫理学。
「ノーブ効果」に関する研究と、道徳的ジレンマに対する個人の反応を理解するために実験的手法を使用することで知られている。

## 学歴・職歴
1996年にスタンフォード大学で学士号を取得し、ギルバート・ハーマンの指導の下、2006年にはプリンストン大学で博士号を取得した。
2006年から2009年にイェール大学に移るまで、ノースカロライナ大学チャペルヒル校の哲学科の助教授を務めた。

## 哲学
彼の研究は、志向性、自由意志、自己を含む様々なトピックに及んでいる。

### ノーブ効果
ノーブは、ノーブ効果または「副作用効果」と呼ばれるようになった現象で、最も広く知られている。Jones（2009）は次のように述べている。
ノーブは自分の哲学的直観を参考にするのではなく、普通の人々が意図的行為についてどのように考えているかの調査に着手した。2003年に発表された研究において、ノーブはマンハッタンの公園で通行人に次のようなシナリオを提示した。ある会社のCEOがオフィスに座っていると、研究開発担当の副社長がやってきてこう言った。「新しいプロジェクトを始めようと考えています。そのプロジェクトからは利益を上げられるでしょうが、同時に環境に害を及ぼすことにもなります」。CEOは、環境破壊はどうでもよくて、できるだけ利益を上げたいだけだと答える。その結果、プロジェクトは実行され、利益は上がり、環境は害される。
このとき、CEOは意図的に環境に害を与えたのだろうか？　ノーブの調査では、82パーセントという大多数の人がこの質問に対して「はい」と答えた。では、シナリオを変えて、「害」という言葉を「保護」に置き換えたらどうなるだろうか？　この場合、CEOは依然として環境保護には関心がなく、ただ利益を上げたいと考えている。そして、彼の行為は〔利益と保護の〕両方の結果を招くことになる。ここで、「CEOは意図的に環境を保護したか？」という質問に直面すると、ノーブの実験の参加者のうち、23％のみが「はい」と答えた（Knobe, 2003a）。
この「害」と「保護」のシナリオの間の反応の非対称性は、現在ではノーブ効果として知られており、事実的・非道徳的領域から道徳的領域へと判断は一方向に流れるという考えに対する直接的な挑戦となっている。「これらのデータは、その過程が実際にはもっと複雑であることを示している」とノーブは主張する。むしろ、ある行為の帰結の道徳的性格は、その行為の非道徳的側面（この場合、誰かが意図的に何かをしたかどうか）がどのように判断されるかに影響を与えるようである。

## 著作（一部）
- Hitchcock, C. & Knobe, J. (2009). "Cause and Norm". Journal of Philosophy, 106, 587-612.
- Knobe, J. (2009). "Answers to Five Questions". In Aguilar, J & Buckareff, A (eds.) Philosophy of Action: 5 Questions. London: Automatic Press. (PDF)
- Knobe, J., & Kelly, S. D. (2009). "Can one act for a reason without acting intentionally?" In C. Sandis (ed.), New Essays on the Explanation of Action (pp. 169–183). Basingstoke: Palgrave Macmillan.
- Knobe, J. & Nichols, S. (2008). Experimental Philosophy. New York: Oxford University Press.
- Nichols, S. & Knobe, J. (2007). "Moral Responsibility and Determinism: The Cognitive Science of Folk Intuitions". Nous, 41, 663-685.
- Knobe, J. (2006). "The Concept of Intentional Action: A Case Study in the Uses of Folk Psychology". Philosophical Studies. 130: 203-231.
- Knobe, J. (2003a). "Intentional Action and Side Effects in Ordinary Language". Analysis, 63, 190-193.
- Knobe, J. (2003b). "Intentional Action in Folk Psychology: An Experimental Investigation". Philosophical Psychology, 16, 309-324.